# Ipomée
Ipomoea
Genre
Synonymes
- Batatas Choisy[2]
- Calonyction Choisy[2]
- Mina Cerv.[2]
- Quamoclit Mill.[2]

Ipomoea est un genre d’environ 500 espèces de plantes volubiles, d’arbustes ou d’arbres de la famille des Convolvulaceae. Certaines études (D. Austin, 1997) en recensent entre 600 et 700 dont plus de la moitié est originaire d'Amérique du Nord ou du Sud. Le genre s'est révélé très polyphylétique.

## Quelques espèces
- Ipomoea alba L.

- Ipomoea amnicola Morong
- Ipomoea aquatica Forsk. 1775

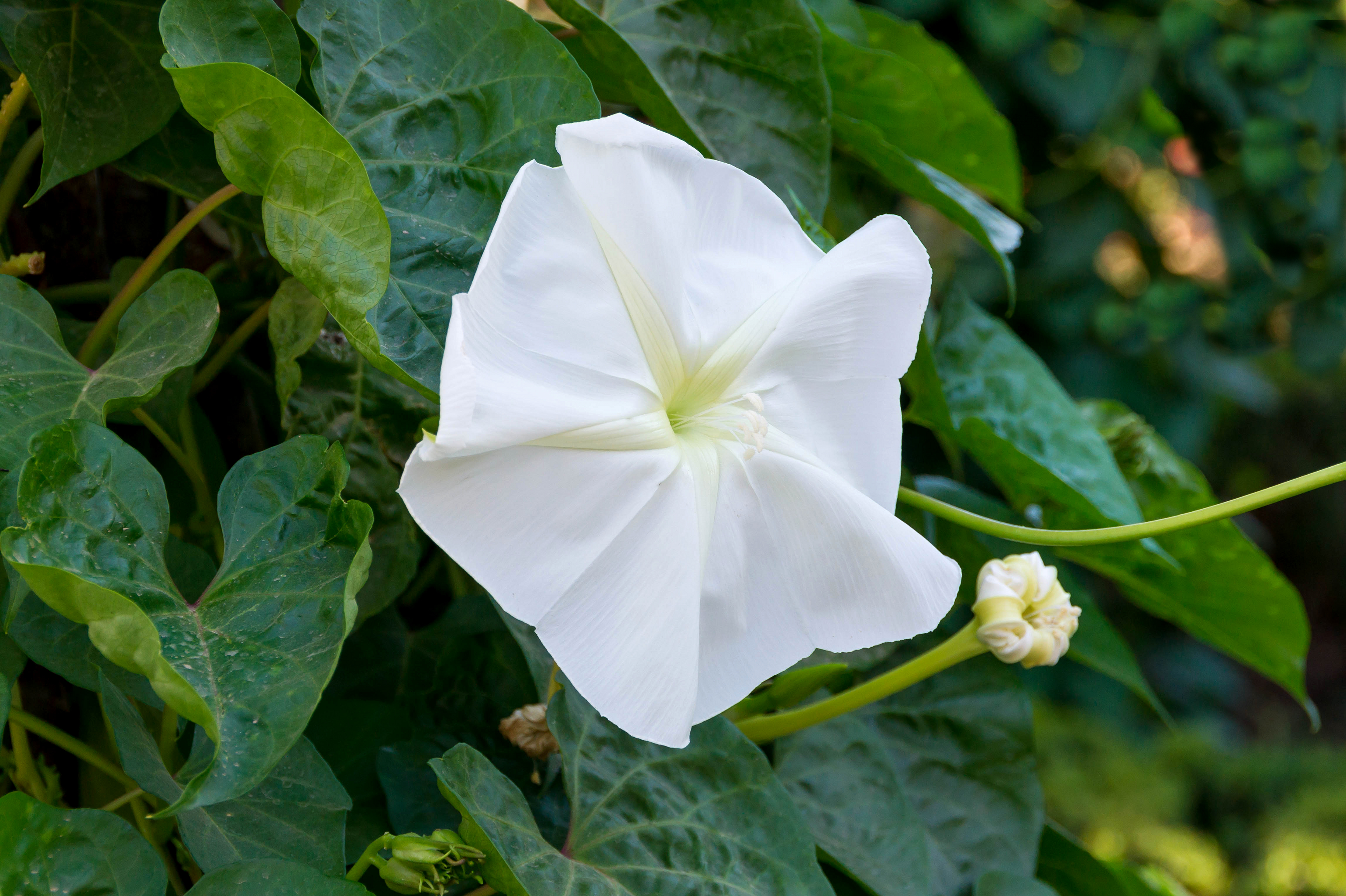
Ipomoea alba, Ipomée blanche, jardins de l'Alhambra de Grenade.

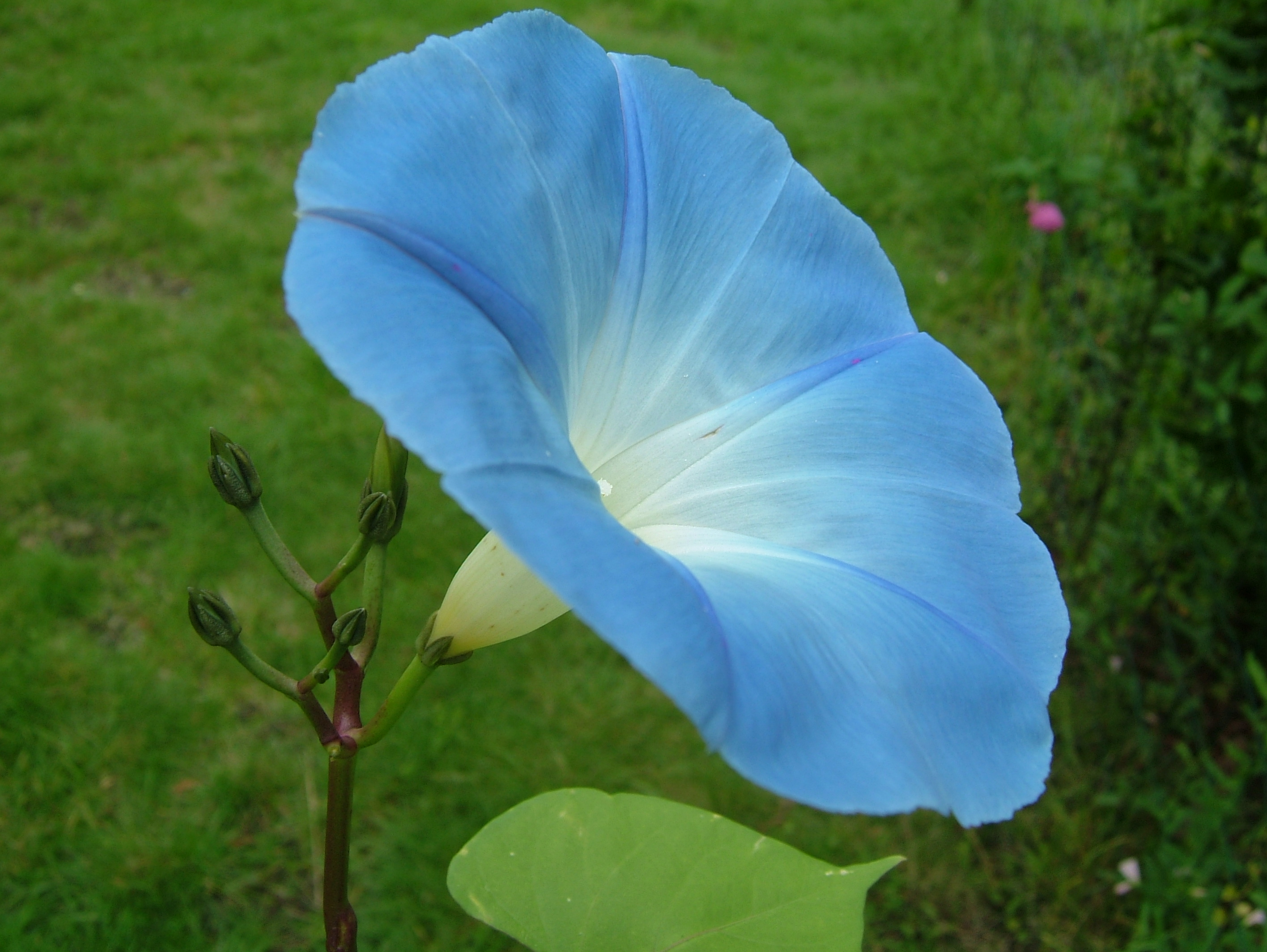
Ipomée géante Bleu d'Azur, Ipomoea tricolor.

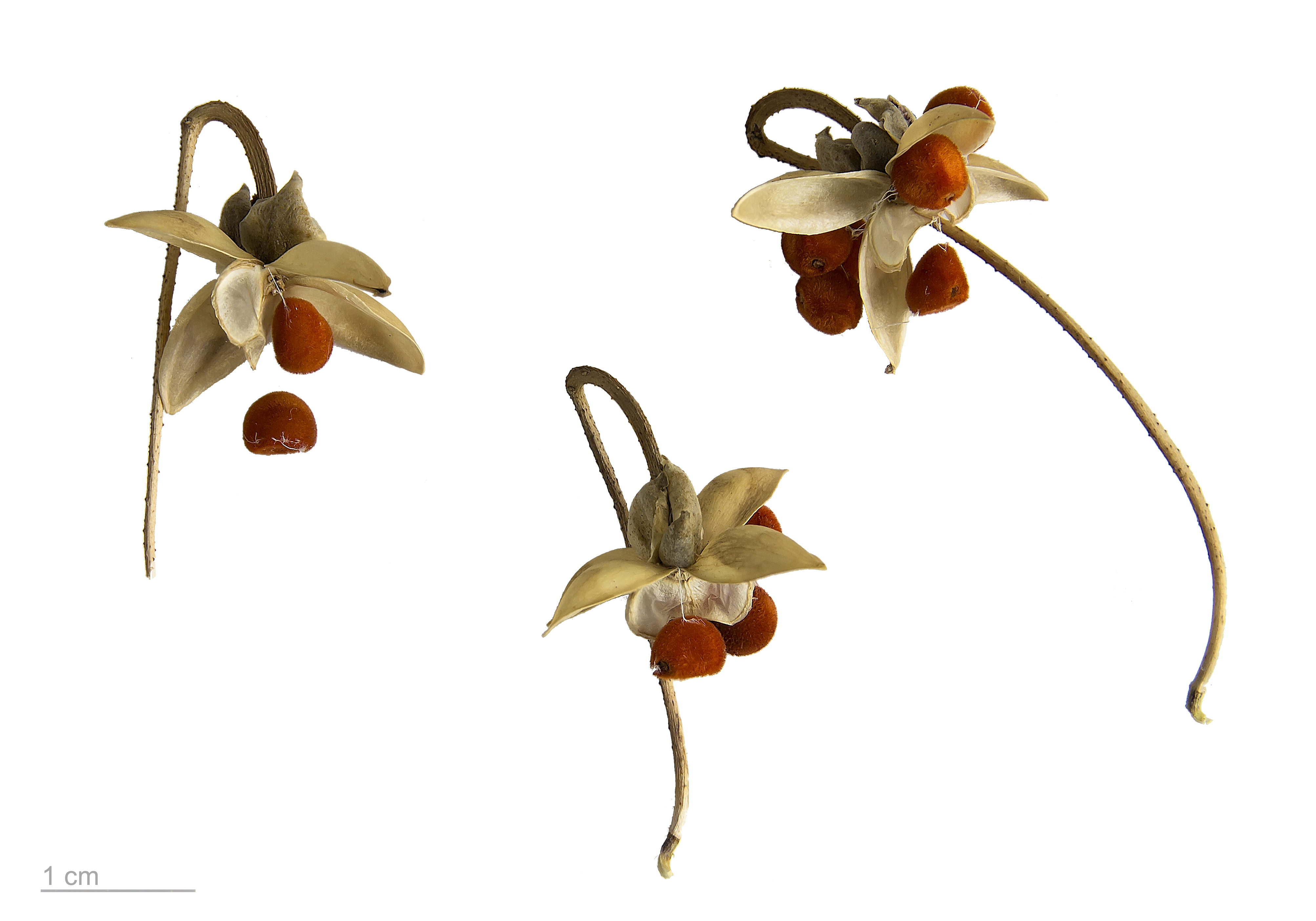
Ipomoea transvaalensis - MHNT.

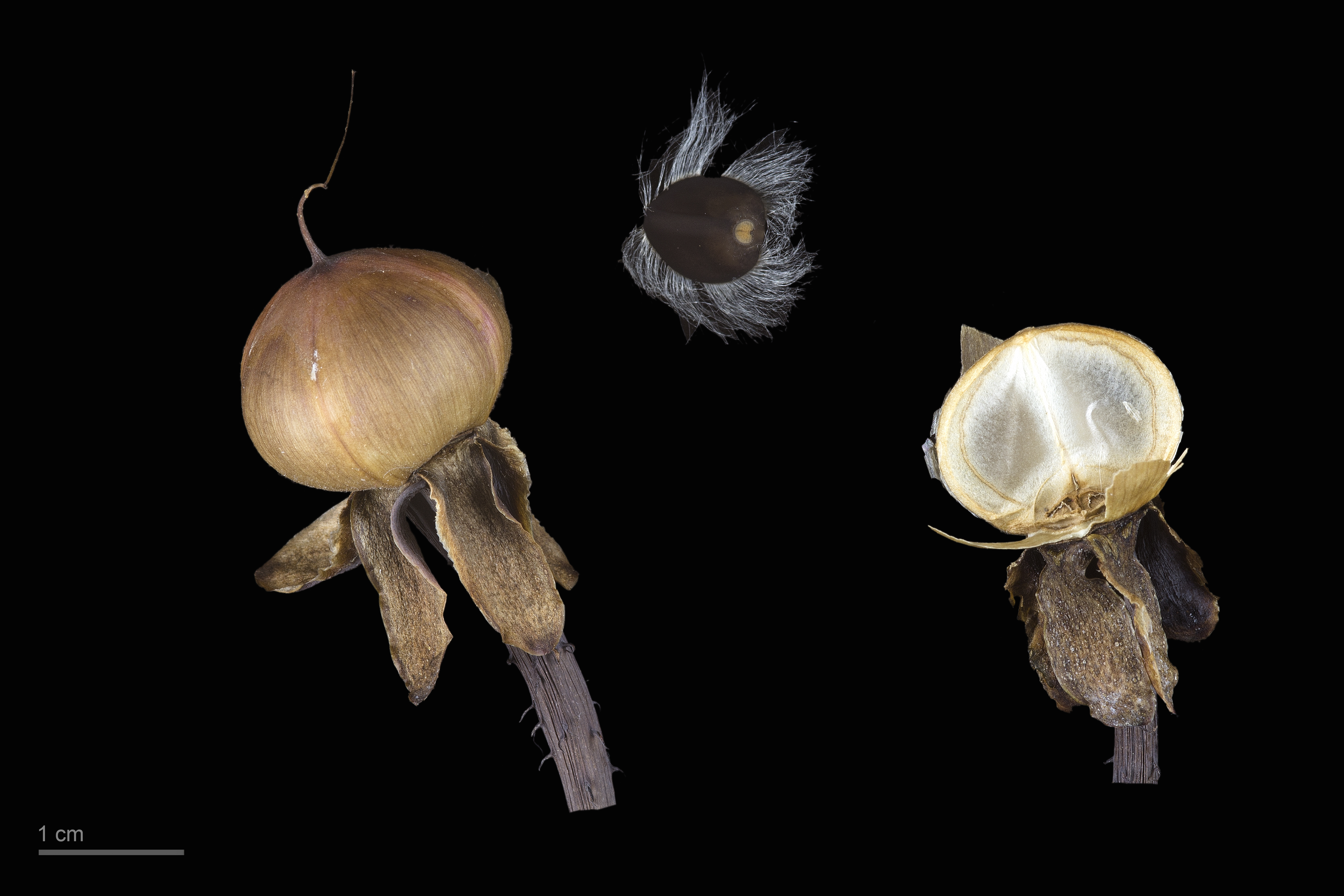
Ipomoea setosa - MHNT.

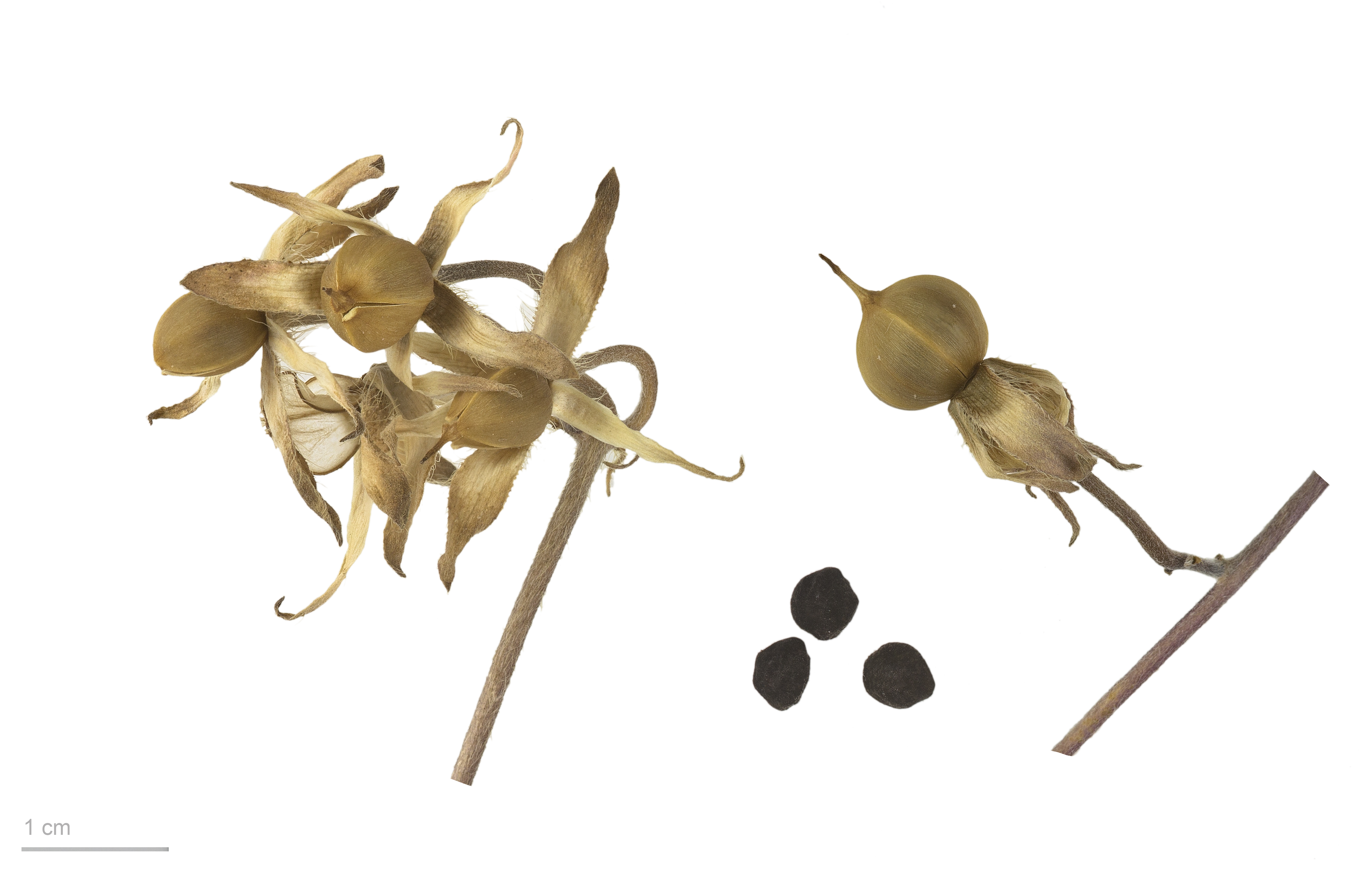
Ipomoea muricata - MHNT.

- Ipomoea asarifolia (Desr.) Roemer et J.A. Schultes
- Ipomoea barbatisepala Gray
- Ipomoea batatas (L.) Lam. - (Patate douce)
- Ipomoea cairica (L.) Sweet
- Ipomoea calantha Griseb.
- Ipomoea capillacea (Kunth) G. Don
- Ipomoea cardiophylla Gray
- Ipomoea carnea Jacq.
- Ipomoea coccinea L. - Ipomée à fleurs rouges
- Ipomoea coptica (L.) Roth ex Roemer et J.A. Schultes
- Ipomoea cordatotriloba Dennst.
- Ipomoea cordifolia Carey ex Voight
- Ipomoea costellata Torr.
- Ipomoea cristulata Hallier f.
- Ipomoea dumetorum Willd. ex Roemer et J.A. Schultes
- Ipomoea eggersiana Peter
- Ipomoea eggersii (House) D. Austin
- Ipomoea eriocarpa R. Br.
- Ipomoea hederacea Jacq. 1787 - Étoile du matin, Ipomée à feuilles de lierre, Volubilis
- Ipomoea hederifolia L. - Ipomée à feuilles de lierre, goutte de sang
- Ipomoea holubii (Baker), 1894
- Ipomoea horsfalliae Hook. f.
- Ipomoea imperati (Vahl) Griseb.
- Ipomoea inaccessa Wood, J.R.I., Martinez Ugarteche, M.T., Muñoz-Rodríguez, P., Scotland, R.W. (2018)
- Ipomoea indica (Burm.f.) Merr. 1917 - Ipomée d'Inde
- Ipomoea krugii Urban
- Ipomoea lacunosa L. 1753
- Ipomoea leptophylla Torr.
- Ipomoea ×leucantha Jacq. (pro sp.)
- Ipomoea lindheimeri Gray
- Ipomoea littoralis Blume
- Ipomoea lobata (Cerv.) Thell. - Mina lobée, plumes d’Indien
- Ipomoea longifolia Benth.
- Ipomoea macrorhiza Michx.
- Ipomoea meyeri (Spreng.) G. Don
- Ipomoea microdactyla Griseb.
- Ipomoea ×multifida (Raf.) Shinners
- Ipomoea nil (L.) Roth - Volubilis
- Ipomoea obscura (L.) Ker-Gawl.
- Ipomoea ochracea (Lindl.) G. Don
- Ipomoea pandurata (L.) G.F.W. Mey.
- Ipomoea pes-caprae (L.) R.Br. 1818 - Patate à Durand, Patate bord-de-mer
- Ipomoea pes-tigridis L.
- Ipomoea plummerae Gray
- Ipomoea prolifera Wood, J.R.I., Martinez Ugarteche, M.T., Muñoz-Rodríguez, P., Scotland, R.W. (2018)
- Ipomoea pubescens Lam.
- Ipomoea purga (Wender.) Hayne
- Ipomoea purpurea  (L.) Roth - Volubilis
- Ipomoea quamoclit L.
- Ipomoea repanda Jacq.
- Ipomoea rupicola House
- Ipomoea sagittata Poir. 1789 - Ipomée sagittée
- Ipomoea sectifolia Shinners
- Ipomoea setifera Poir.
- Ipomoea setosa Ker-Gawl.
- Ipomoea shumardiana (Torr.) Shinners
- Ipomoea steudelii Millsp.
- Ipomoea tenuiloba Torr.
- Ipomoea tenuissima Choisy
- Ipomoea ternifolia Cav.
- Ipomoea thurberi Gray
- Ipomoea trichocarpa Elliot 1823
- Ipomoea tricolor Cav. - Volubilis
- Ipomoea triloba L.
- Ipomoea tuboides O. Deg. et van Ooststr.
- Ipomoea turbinata Lag.
- Ipomoea violacea L.
- Ipomoea volubilis
- Ipomoea wrightii Gray

## Effets psychotropes

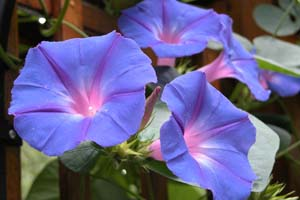
Ipomoea grandiflora

Les graines de certaines espèces, appelées aussi morning glory, sont employées par les chamans pour des rites divinatoires sous les noms de ololiuqui (olioliuqui) ou de tlitliltzin.
Albert Hofmann fut le premier à annoncer que ces graines contenaient un dérivé d'acide lysergique, ce qui fut confirmé par la suite grâce à des études chimiques. Le principal composant psychoactif est l'ergine ou acide d-lysergique amide, mais on trouve de nombreux autres principes actifs comme l'isoergine (acide d-isolysergique). Ces substances ne sont pas produites par la plante mais par un champignon épiphyte associé : Periglandula ipomoeae.

## Autres utilisations
Pour augmenter l'élasticité du caoutchouc de leurs balles, chaussures, etc. produites à partir de la sève du Castilla elastica - et non de l’hévéa (Hevea brasiliensis) - les Aztèques, les Mayas et les Olmèques ajoutaient le suc de l’ipomée blanche, permettant de réaliser une sorte de vulcanisation avant la lettre.
La patate douce (Ipomoea batatas) produit une racine riche en amidon. Au Maroc, la confiture de patate douce est appelée « crème d´ipomée ».

## Faune associée

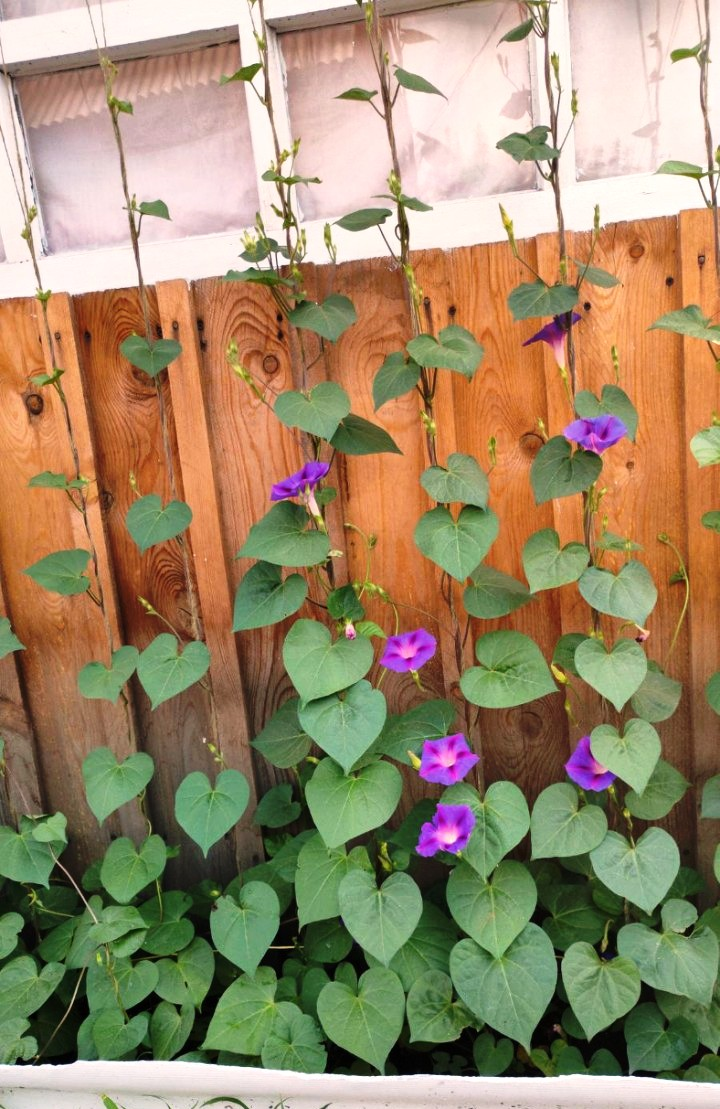
Gloire du matin. Sibérie orientale

Les chenilles des papillons de nuit (hétérocères) suivants se nourrissent d'Ipomées :
- Clair-obscur, Aedia leucomelas (Noctuidae),
- Sphinx du liseron, Agrius convolvuli (Sphingidae),
- Acantharctia flavicosta (Erebidae),
- Acherontia lachesis (Sphingidae),
- Alpenus maculosa (Erebidae),
- Athetis thoracica (Noctuidae),
- Coelonia fulvinotata (Sphingidae),
- Euchromia polymena (Erebidae),
- Eyralpenus scioana (Erebidae),
- Hippotion scrofa (Sphingidae),
- Paralacydes bivittata (Erebidae),
- Spilarctia strigatula (Erebidae),
- Theretra oldenlandiae (Sphingidae),
- Theretra silhetensis (Sphingidae).

Parmi les rhopalocères, l'Ipomée est une des plantes hôtes de:
- Amauris niavius (Nymphalidae),
- Danaus plexippus (Nymphalidae)[6].

On retrouve aussi le Casside doré dans les Gloire du matin et la Patate douce.